# Chevalier ponctué
Pour les articles homonymes, voir Chevalier (poisson).
Equetus punctatus · Chevalier ponctué, Poisson ruban à pois, Évêque étoilé, Monsieur l'abbé
Espèce
Statut de conservation UICN

 LC  : Préoccupation mineure
Equetus punctatus, communément nommé Chevalier ponctué ou Poisson ruban à pois entre autres noms vernaculaires,, est une espèce de poisson des mers chaudes de la famille des Sciaenidae.

## Description

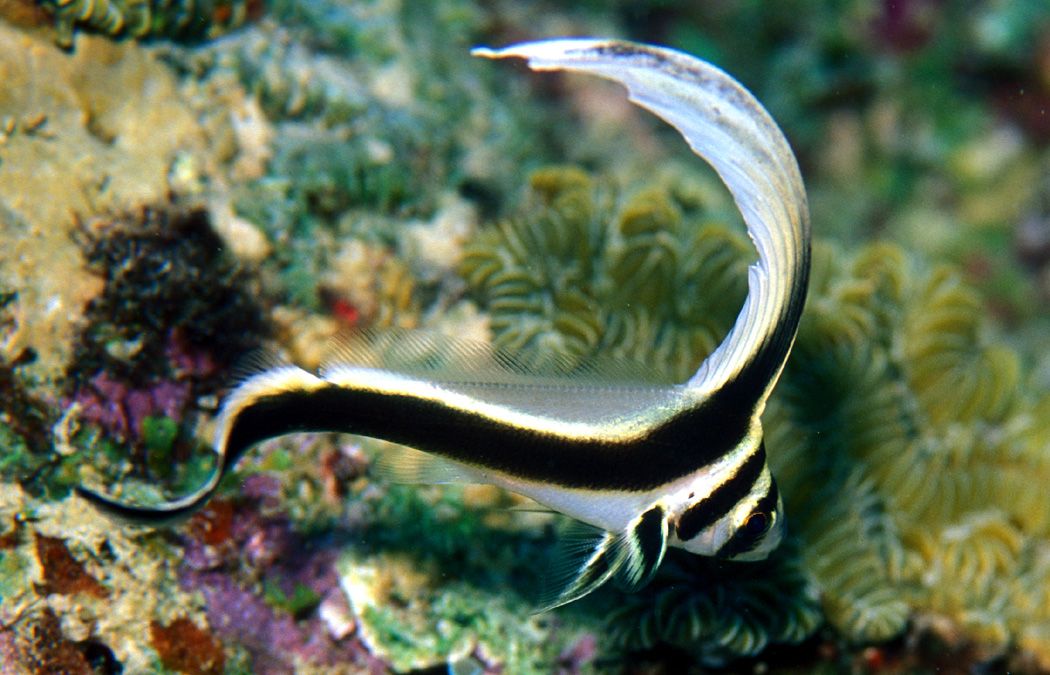
Juvénile

Le Chevalier ponctué peut mesurer jusqu'à 27 cm de long mais sa taille moyenne est de 18 cm. Il est noir, avec le corps rayé de blanc. La nageoire anale, la caudale et la seconde dorsale (postérieure) sont ponctuées de points blancs. La première nageoire dorsale (l'épineuse) est dressée sur le dessus de la tête. La couleur de fond du corps de l'adulte est blanche à crème avec des bandes brunes à beiges horizontales. Une tache sombre, plus ou moins ovale, orne son museau juste au-dessus de sa lèvre supérieure.
Juvénile, il a une longue nageoire dorsale mais n'a que trois bandes noires sur le corps, un point noir entre les deux yeux, et peut être confondu avec le chevalier lancier (Equetus lanceolatus). Il s'en distingue car le chevalier lancier n'a pas de points, il possède une nageoire dorsale plus fine et pointue ainsi qu'une marque verticale entre les deux yeux et non un point.

## Habitat et répartition
Le Chevalier ponctué est présent dans les eaux tropicales de l'Océan Atlantique occidental soit du sud de la Floride aux côtes du Brésil en passant par les Bahamas, les Bermudes, le Golfe du Mexique et la Mer des Caraïbes

## Mode de vie
Il vit en solitaire et se tient caché ou proche d'un abri le jour, sortant la nuit pour se nourrir de petits crustacés et de vers polychètes,.

## Philatélie
Il est représenté sur un timbre d'Antigua-et-Barbuda (Antilles), de valeur faciale de 35 centimes, sur un timbre d'Aruba de 120c issu en juin 2011 ainsi que sur un timbre postal de l'île de Grenade et Carriacou datant de 2009.

## Synonyme taxonomique
- Eques punctatus Bloch & Schneider, 1801